# Pananarchizm
Pananarchizm – anarchistyczny i antyintelektualny rewolucyjny ruch polityczny, stworzony przez braci: Abę i Wolfa Gordina, który powstał w 1917 roku w Rosji.
Bracia Gordin uważali się w swym antyintelektualizmie za kontynuatorów „Baznaczalia”. W 1917 r. bracia Gordin zorganizowali w Piotrogrodzie i Moskwie Unię Pięciu Wyzyskiwanych.
Tych pięciu wyzyskiwanych to Robotnik, Mniejszość narodowa, Kobieta, Młodość, Indywiduum. Wyzyskiwanym odpowiada pięć instytucji wyzyskujących są to: kapitalizm, Państwo kolonialne, Rodzina, Szkoła i Wychowanie. Filozofia braci Gordin uzasadniała teoretyczne powody uderzenia w pięć instytucji odpowiadających pięciu uciskanym elementom nowoczesnego społeczeństwa.
Państwo i kapitalizm zastąpić ma stan bezpaństwowy i komunizm. Uniwersalną eliminację narodowych prześladowań umożliwić ma tzw. kosmizm. Antidotum dla wyzysku kobiet ma być gineantropizm, filozofia humanizacji rodziny i emancypacja kobiety. Młodość i indywiduum uratować ma nowy typ nauczania, oczyszczony z niewolnictwa dawnej szkoły.
Twórczy duch człowieka, zdaniem braci Gordin, stłamszony jest przez dogmatyzm, którego główne źródła znajdują się w religii i nauce. Nauka, rozumiana jako racjonalny system, jest nową religią klas średnich. Tradycyjna metoda nauczania z książek jest metodą używaną przez klasy panujące dla zachowania swej dominacji. Konieczny jest nowy typ edukacji, który uwolni świat od dehumanizacji i bezsensownego intelektualizowania. W nauczaniu dominować powinna bardziej technika niż abstrakcyjne rozumowania.
Według pananarchizmu istnieje stała walka między dwoma typami kultury. Na kulturę przeszłości składa się religia i nauka. Kulturę anarchii tworzy praca i technologia.